# Харитонский, Ярослав Вячеславович
Яросла́в Вячесла́вович Харито́нский (род. 12 марта 1985, Ярославль, СССР) — российский футболист, защитник.

## Карьера
Начинал карьеру в ярославском клубе «Нефтяник». В 2001 году во втором дивизионе он сыграл 5 матчей, каждый раз выходя на замену. Дебютировал 24 апреля в матче 1-го тура против вологодского «Динамо». Участник отборочных матчей Чемпионата Европы за юношескую сборную России U-17.
В 2002 году перешёл в «Шинник». Первые два года выступал в первенстве дублирующих составов. Дебютировал за «чёрно-синих» в Кубке Интертото 17 июля 2004 года во встрече с португальской командой «Униан Лейрия» и на 16-й минуте забил гол.
25 июня 2005 года в своём первом матче в премьер-лиге получил тяжелейшую травму в результате грубой игры защитника «Спартака» Эмануэля Погатеца: на 10-й минуте Харитонский получил мяч на фланге и попытался финтом уйти от столкновения с австрийцем, но тот врезался ему в опорную ногу всем весом. Согласно диагнозу врачей, у Ярослава были закрытый перелом малой берцовой кости и лодыжки, разрыв синдесмоза и вывих стопы. Погатец был удалён с поля судьёй Владимиром Петтаем, а Харитонского срочно госпитализировали.
За нанесённую травму Погатец был дисквалифицирован РФС на 6 месяцев. Хотя он ушёл 28 июня в клуб «Мидлсбро», эта дисквалификация имела силу и в Англии. В октябре Харитонский приступил к тренировкам, но за «Шинник» больше не играл. В 2006 году играл за дубль, а в 2007 перешёл в «СКА-Энергию». За хабаровский клуб он сыграл лишь два матча, после чего ушёл в «Сатурн-2». В 2009 году выступал за нижегородскую «Волгу» в первом дивизионе. В 2011 году был на просмотре в «Балтике», но контракт с клубом не подписал.
По состоянию на начало 2014 живёт в Ярославле. Предприниматель.

## Личная жизнь
7 июля 2007 года женился на ярославской телеведущей «Вестей» Яне Карушкиной. Их брак стал тысячным, зарегистрированным в городе с начала года.